# ATC (D04)
Jest to część klasyfikacji anatomiczno-terapeutyczno-chemicznej:
- D – Dermatologia
  - D 01 – Leki przeciwgrzybicze
  - D 02 – Leki keratolityczne i działające ochronnie
  - D 03 – Leki stosowane w leczeniu ran i owrzodzeń
  - D 04 – Leki przeciwświądowe, w tym przeciwhistaminowe, znieczulające itp.
  - D 05 – Leki przeciwłuszczycowe
  - D 06 – Antybiotyki i chemioterapeutyki
  - D 07 – Kortykosteroidy
  - D 08 – Środki antyseptyczne i dezynfekujące
  - D 09 – Opatrunki lecznicze
  - D 10 – Leki przeciwtrądzikowe
  - D 11 – Inne leki dermatologiczne

Obejmuje ona leki przeciwświądowe, w tym przeciwhistaminowe, znieczulające itp.:

## D 04 A – Leki przeciwświądowe, w tym przeciwhistaminowe, znieczulające itp.
- D 04 AA – Preparaty przeciwhistaminowe do stosowania zewnętrznego
  - D 04 AA 01 – tonzylamina
  - D 04 AA 02 – mepiramina
  - D 04 AA 03 – tenalidyna
  - D 04 AA 04 – tripelenamina
  - D 04 AA 09 – chloropiramina
  - D 04 AA 10 – prometazyna
  - D 04 AA 12 – tolpropamina
  - D 04 AA 13 – dimetinden
  - D 04 AA 14 – klemastyna
  - D 04 AA 15 – bamipina
  - D 04 AA 16 – feniramina
  - D 04 AA 22 – izotypendil
  - D 04 AA 32 – difenhydramina
  - D 04 AA 33 – metylobromek difenhydraminy
  - D 04 AA 34 – chlorfenoksamina
- D 04 AB – Środki miejscowo znieczulające
  - D 04 AB 01 – lidokaina
  - D 04 AB 02 – cynchokaina
  - D 04 AB 03 – oksybuprokaina
  - D 04 AB 04 – benzokaina
  - D 04 AB 05 – kwinizokaina
  - D 04 AB 06 – tetrakaina
  - D 04 AB 07 – pramokaina
- D 04 AX – Inne
  - D 04 AX 01 – doksepina